# Omega Trust
Omega Trust a fost o schemă frauduloasă de investiții în Illinois, Statele Unite. 
Clyde D. Hood este un fost electrician din Mattoon, Illinois. În 1994 Hood a format Omega Trust and Trading Limited și a început să țină prelegeri la biserică. El a spus că Domnul i-a dat o misiune. El a susținut că este unul dintre comercianții internaționali care poate face oferte secrete de milioane de dolari pentru a beneficia de programe umanitare prin obligațiuni în băncile străine. Hood a cerut pentru o investiție suma de 100 dolari și a promis o plată de 5.100 dolari în termen de 275 zile. El cerea ca banii să fie livrați înveliți într-o folie de aluminiu și să fie trimiși numai prin intermediul Federal Express, din cauză că guvernul federal al SUA a încercat să oprească expedierea acestora prin Poșta Statelor Unite. Prin urmare, sistemul ar fi trebuit să rămână secretă. Mii de oameni din SUA și din alte țări au trimis bani. 
Programul a încetat acceptarea de noi investitori în 1995. Până în acel moment, Hood a primit mai mult de 10 milioane de dolari. El a început să prezinte diferite scuze pentru faptul că nu s-au efectuat plățile promise către investitori, dând vina pe costurile administrative, probleme cu băncile străine și conflicte financiare internaționale.  
Clyde Hood și 18 dintre asociații săi au fost inculpați în anul 2000. Unii dintre ei au pledat „vinovat”, sau au fost condamnați pentru un număr multiplu de fraude, fraudă electronică, spălări de bani și depunerea unor declarații fiscale false.